# Avenida Escuela Militar
La avenida Escuela Militar o avenida Panamericana Sur es una avenida de la ciudad de Lima, capital del Perú. Se extiende de norte a sur, en los distritos de Barranco y Chorrillos. Las vías troncales del Metropolitano se extienden a lo largo de su recorrido hasta la avenida Fernando Terán. Su trazo es continuado al suroeste por la avenida Alejandro Iglesias.

## Recorrido
Se inicia en la calle Corpancho, siguiendo el trazo de las avenidas Francisco Bolognesi y Miguel Grau.